# Teuto-Express

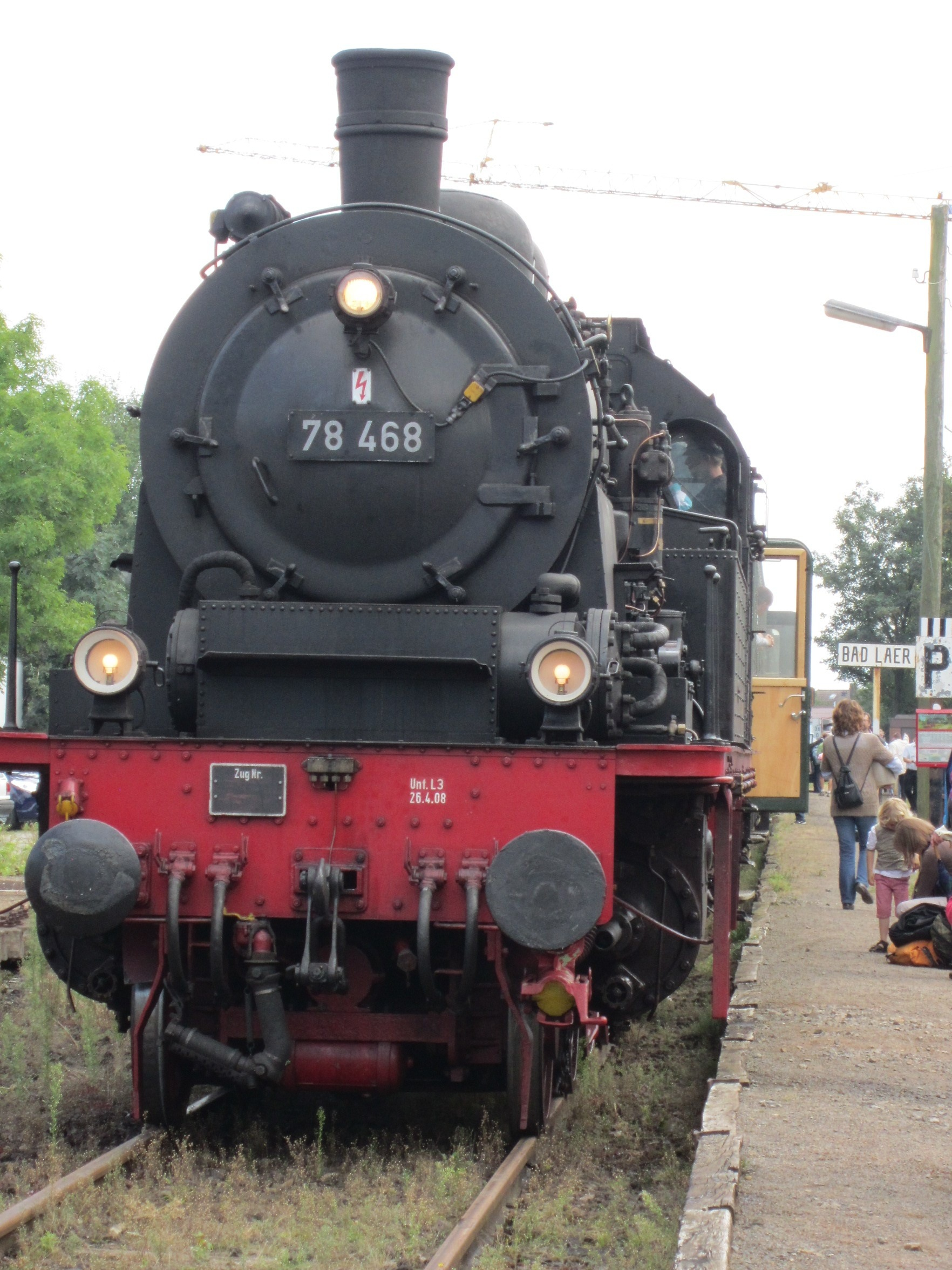
Preußische Dampflokomotive 78 468 im Bahnhof von Bad Laer

Unter dem Namen Teuto-Express findet seit 1977 ein Museumsbahnverkehr mit historischen Dampflokomotiven im Tecklenburger und Osnabrücker Land auf der Bahnstrecke Ibbenbüren–Hövelhof und anderen Nebenbahnen im Bereich des Teutoburger Waldes sowie des Münsterlandes statt. Die vorwiegend aus den 1920er Jahren stammenden Eisenbahnfahrzeuge sind im Betriebswerk der Teutoburger Wald-Eisenbahn (TWE) in Lengerich (Westfalen) stationiert und werden rechtlich und wirtschaftlich unabhängig von der TWE durch den gemeinnützigen Förderverein Eisenbahn-Tradition (ETL) betrieben.

## Geschichte
Sonderzugfahrten für Schul- und Betriebsausflüge mit bis zu 1.000 Personen haben auf der Bahnstrecke Ibbenbüren–Hövelhof bereits in den 1950er Jahren stattgefunden. Dabei beförderte die Teutoburger Wald-Eisenbahn (TWE) auch ganze Firmenbelegschaften der Bandweberei Güth & Wolf, der Seidenweberei Bartels und des Verlagshauses Bertelsmann aus Gütersloh sowie der Landmaschinenfabrik Claas aus Harsewinkel zum Wandern nach Bad Iburg, zu einer Saalwirtschaft in Lienen-Höste und zur Freilichtbühne Tecklenburg.
Bereits vor Einstellung des regulären Personenzugbetriebs verkehrten auf der Teutoburger Wald-Eisenbahn vereinzelt für Eisenbahnfreunde Sonderzüge mit historischen Fahrzeugen. Schon bald nach Stilllegung des Personenverkehrs zwischen Ibbenbüren und Versmold im Jahre 1968 beauftragte der Tourismusverband Tecklenburger Land die TWE auf der nördlichen Teilstrecke mit Charterfahrten für Reisegruppen im Wochenendausflugsverkehr, bei denen zunächst die für den Stückgutverkehr noch betriebsfähig vorgehaltenen Esslinger Triebwagen zum Einsatz kamen.
Mit dem 1977 im gesamten Netz der damaligen Deutschen Bundesbahn (DB) verhängten Dampflokverbot fanden viele Eisenbahnvereine bei den nicht in Bundesbesitz befindlichen Privatbahnstrecken neue Einsatzmöglichkeiten für ihre Dampflokomotiven. Im selben Jahr entstand an dem zur Naherholung angelegten Ibbenbürener Aasee ein neuer Museumsbahn-Haltepunkt für den zeitgleich vom Tecklenburger Land Tourismusverband unter der Bezeichnung Teuto-Express eingeführten Ausflugsverkehr. In der Folgezeit kamen auf den landschaftlich reizvollen Abschnitten der Teutoburger Wald-Eisenbahn historische Sonderzüge mit den Dampfloks 01 150, 24 009, 24 083, 38 1772, 44 404 zum Einsatz, die sich zu einem Sympathieträger für die TWE entwickelten und einer überregionalen Bekanntheit der Privatbahnstrecke Ibbenbüren–Hövelhof führten.

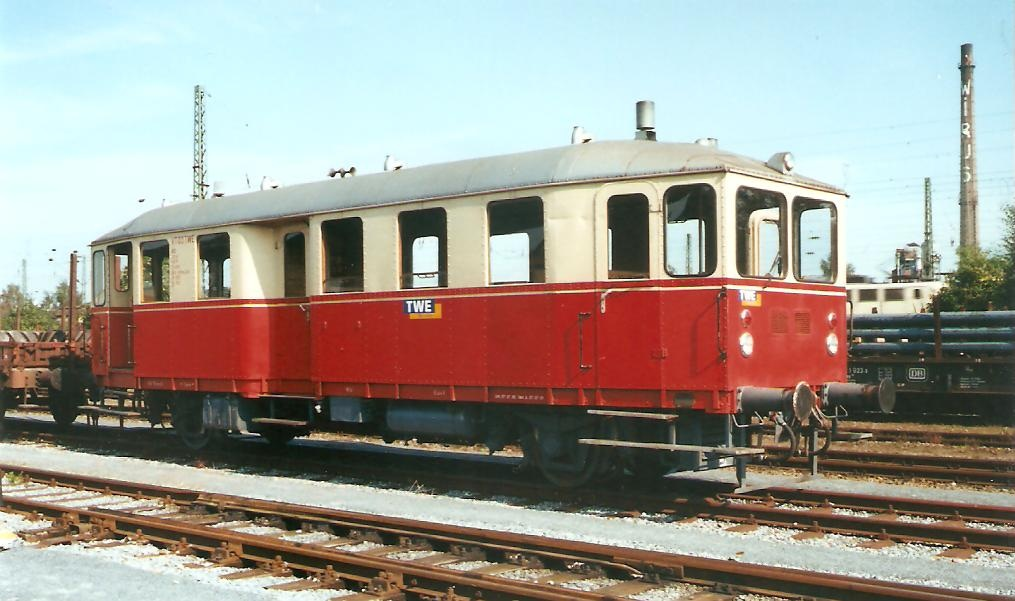
Der historische TWE-Triebwagen VT 03 (Baujahr 1926) ist heute im Eigentum der Eisenbahn-Tradition Lengerich.

Für den Sonderzugeinsatz hielt die TWE zunächst noch ihre letzten vier beige-rot lackierten Plattformwagen von 1925 vor, die jedoch nach und nach von den beteiligten Eisenbahnvereinen durch eigene historische Reisezugwagen verschiedener Einheitsbauarten ergänzt und verdrängt wurden. Zudem steht seit 1981 mit dem 1926 gebauten TWE-Schlepptriebwagen VT 03 Deutschlands ältester betriebsfähiger Verbrennungstriebwagen zur Verfügung.

## Eisenbahn-Tradition (Lengerich/Westf.)
Heute wird der Teuto-Express auf ehrenamtlicher Basis durch den in Lengerich beheimateten Verein Eisenbahn-Tradition (ETL) betrieben und präsentiert mit seiner Schlepptenderlokomotive 50 3655, Tenderlokomotive 78 468, Diesellokomotive V 36 412 und 14 authentisch im Betriebszustand zwischen 1949 und 1956 restaurierten Personenwagen als „rollendes Museum“ die breite Typenvielfalt der Eisenbahnepoche III a.
In der Sommersaison pendelt der Teuto-Express an einigen Sonntagen im nördlichen TWE-Abschnitt auf seiner Stammstrecke zwischen Ibbenbüren Aasee und Bad Laer. Hauptzielgruppe sind Familien mit Kindern. Beliebte Ausflugsziele sind unter anderen Sommerrodelbahn und Märchenwald sowie der Kletterwald in Ibbenbüren, die Dörenther Klippen bei Brochterbeck, Burgruine mit Freilichtbühne, Altstadt und die Talaue mit dem Wasserschloss Haus Marck in Tecklenburg, der Barfußpark in Lienen, der Baumwipfelpfad und das Schloss in Bad Iburg sowie der Erlebnis-Kurpark in Bad Laer. Kinderwagen und Fahrräder werden kostenlos im Gepäckwagen transportiert.
Weitere jährlich wiederkehrende Termine sind die Sonderfahrten zu Weihnachtsmärkten wie am ersten Adventssonntag nach Nikolaus auf dem südlichen Streckenteil nach Gütersloh und Hövelhof, Anfang Januar über die Westfälische Landes-Eisenbahn nach Warstein, zu Christi Himmelfahrt auf dem Haller Willem zwischen Bielefeld und Halle/Westfalen, an Pfingstmontagen auf der Tecklenburger Nordbahn zwischen Recke und Osnabrück und Anfang September von Gütersloh zur Kirmes nach Ibbenbüren. Darüber hinaus werden sowohl kulinarische Zielfahrten wie beispielsweise zum Grünkohl- oder Spargelessen beziehungsweise zu Brennerei- oder Brauereibesichtigungen, als auch Ganztagesfahrten mit unterschiedlichen Ausflugszielen außerhalb des TWE-Netzes angeboten.

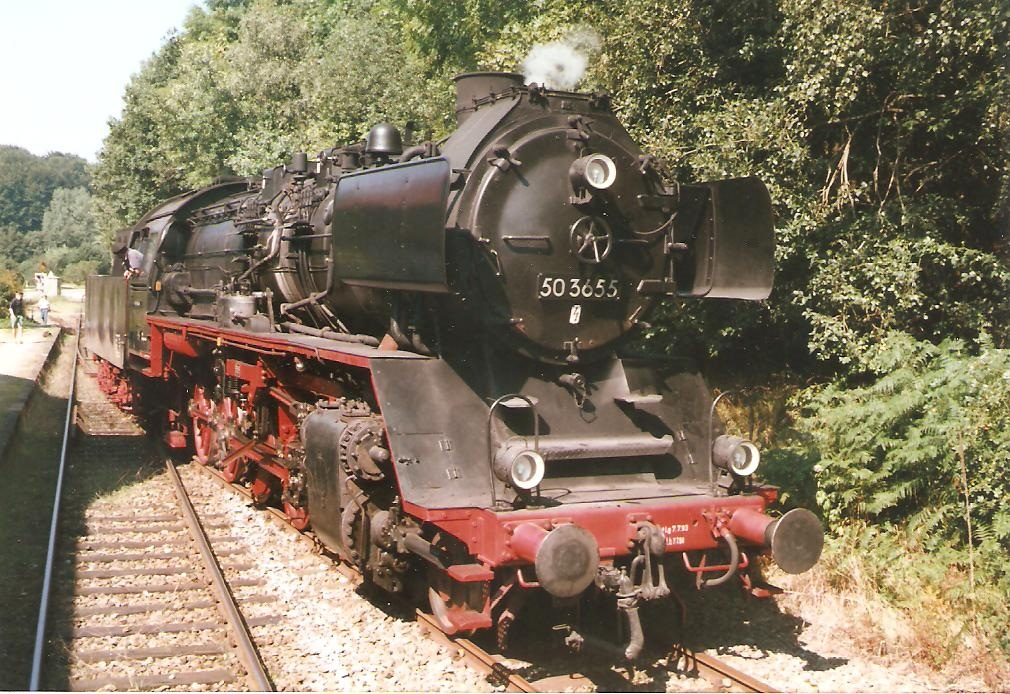
Teuto-Express-Dampflok 50 3655 im Bahnhof Brochterbeck
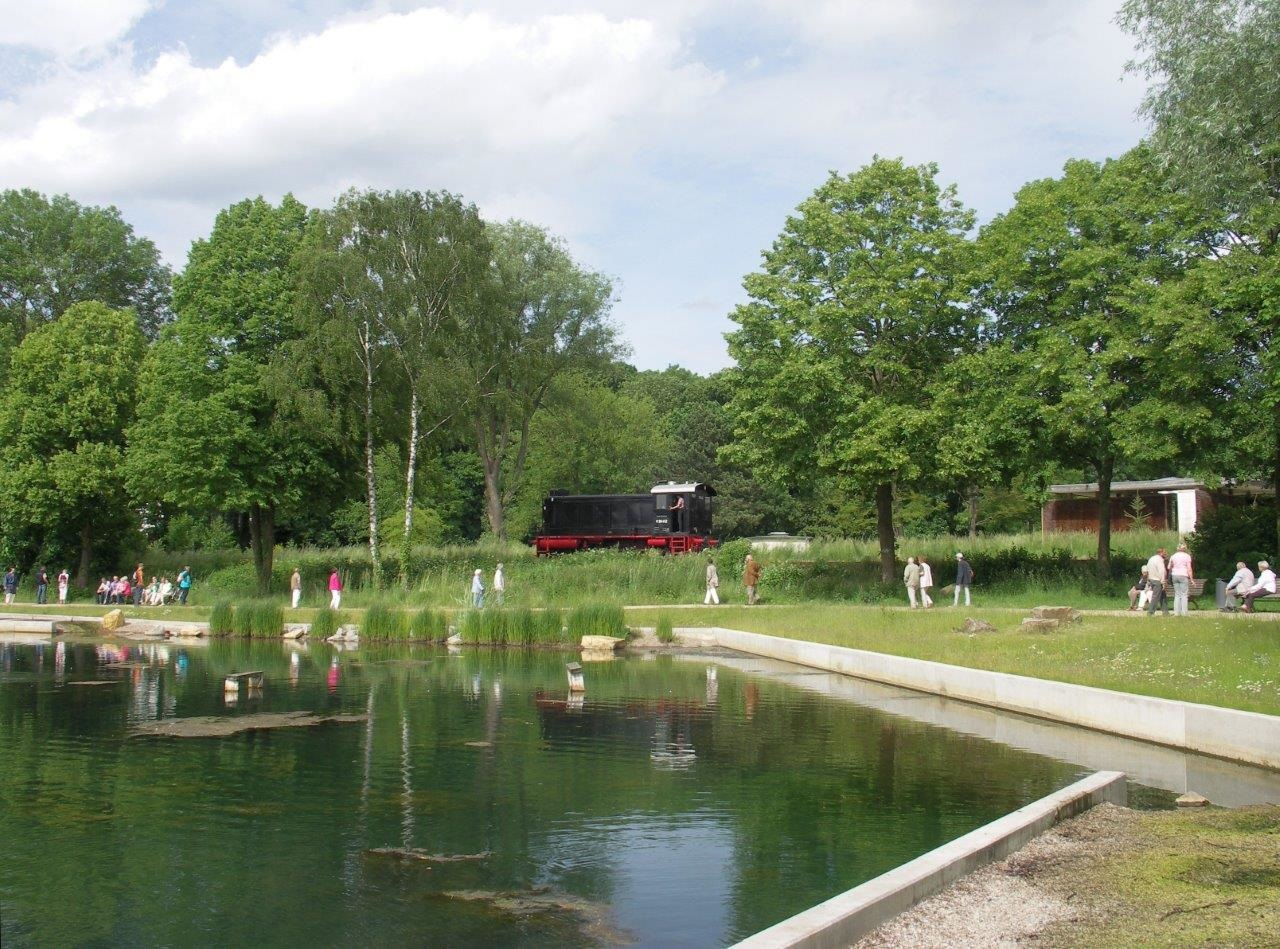
Teuto-Express Diesellok V 36 412 passiert den Bahndamm …
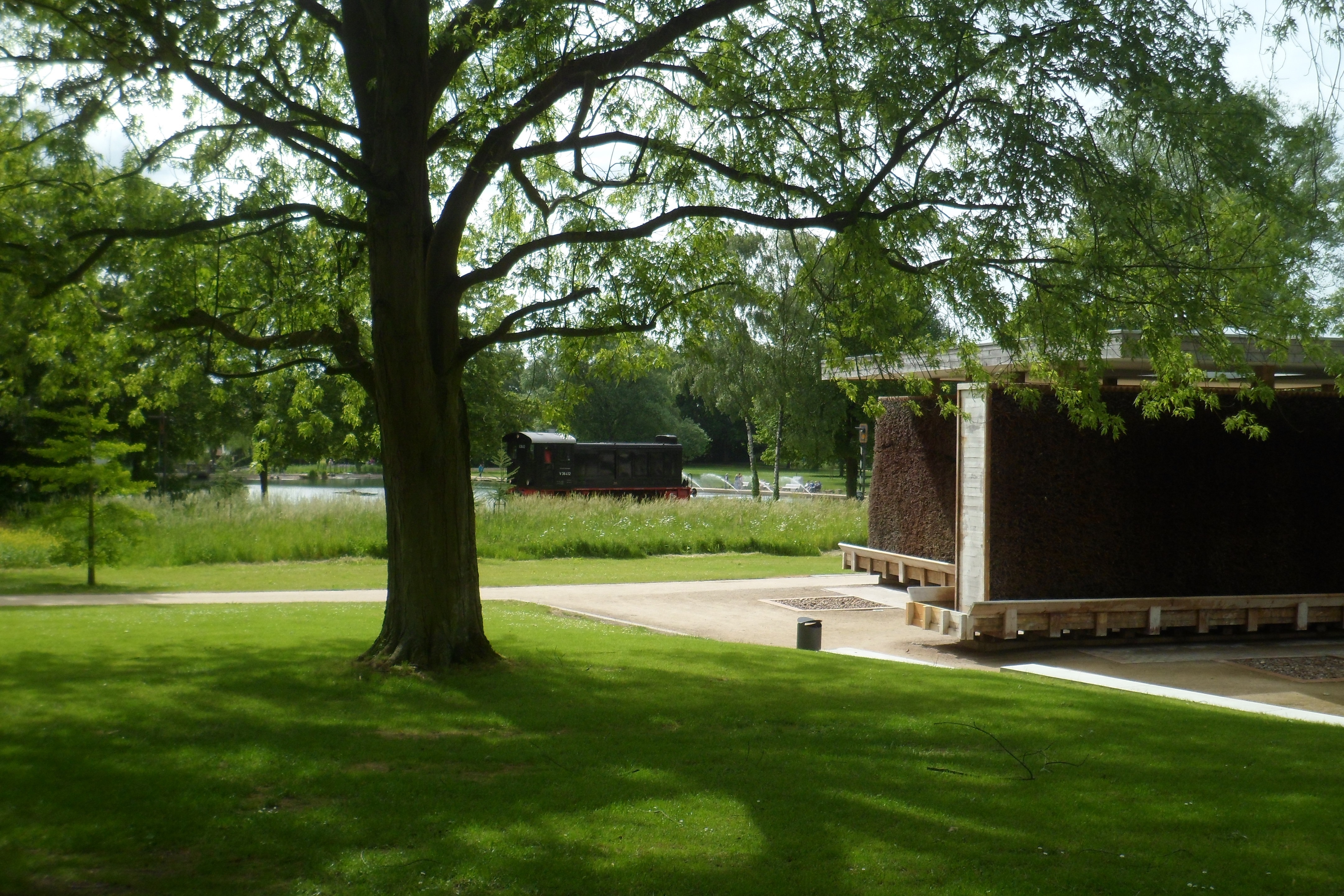
… zwischen Glockensee und Sole-Pavillon im Kurpark von Bad Laer.
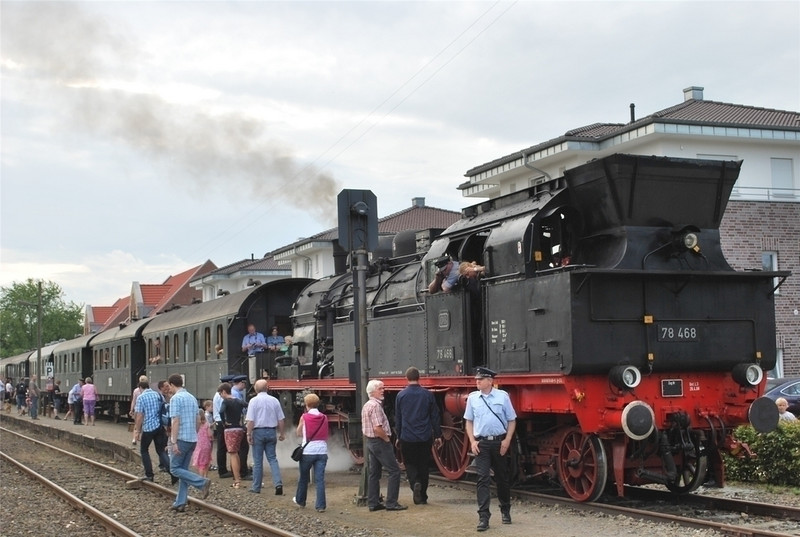
Dem Kurort beschert der Teuto-Express mit seiner Dampflok 78 468 …
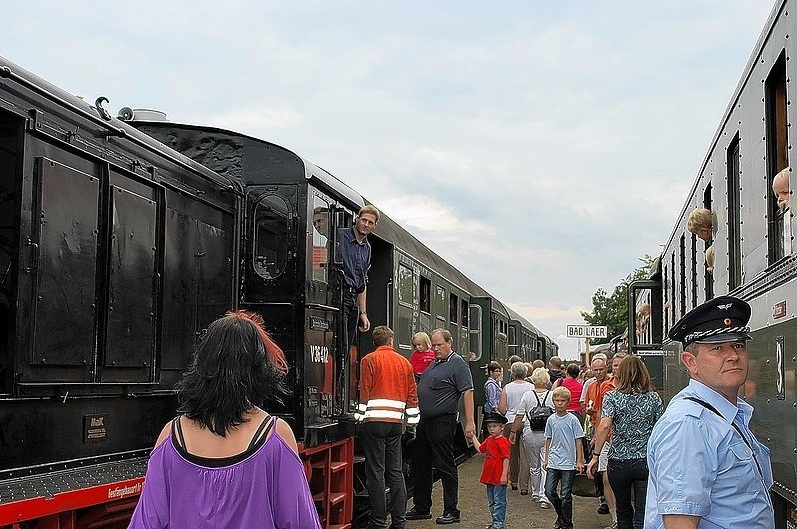
… und Diesellok V 36 412 an Sonntagen bis zu 400 Tagesgäste.

Mehrere Streckensperrungen bei Tecklenburg-Brochterbeck und Bad Iburg beeinträchtigen seit Herbst 2010 den ehrenamtlich erbrachten Museumsbahnverkehr, sodass der Teuto-Express mehrere Jahre fast nur noch außerhalb seiner einstigen Stammstrecke eingesetzt werden konnte.
Anlässlich der Landesgartenschau Bad Iburg 2018 versetzte die LWS Lappwaldbahn Service GmbH als neue Besitzerin der nördlichen Teutoburger-Wald-Eisenbahn den Oberbau zwischen Lengerich und Bad Iburg wieder in einen befahrbaren Zustand und ersetzte eine baufällige Brücke durch einen Neubau. Während der Landesgartenschau erbrachten Eisenbahn-Tradition sowie die Osnabrücker Dampflokfreunde an insgesamt zehn Betriebstagen auf dem Schienenweg von Lengerich, Osnabrück und Münster einen Zubringerverkehr nach Bad Iburg.

## Osning-Bahn (Halle/Westf.)
Mit dem in Bielefeld stationierten zwei- bzw. dreiteiligen MAN-Schienenbus (Motorwagen 302 027, Mittelwagen 302 142 und Steuerwagen 302 051) nutzte von 2011 bis 2017 der in Halle (Westfalen) ansässige Eisenbahnverein Osning-Bahn (OBEV) die beiden südlichen TWE-Streckenabschnitte Gütersloh – Harsewinkel – Versmold – Bad Laer bzw. Gütersloh – Verl – Hövelhof für den Freizeit- und Tourismusverkehr.

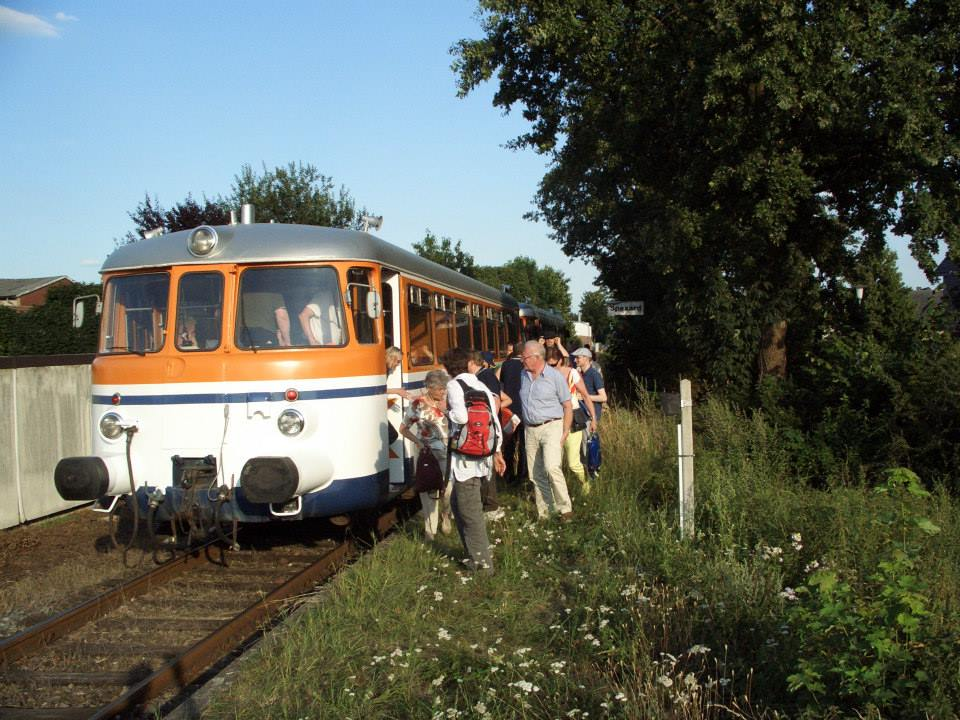
Der zweiteilige MAN-Schienenbus der Osning-Bahn startet im August 2013 am TWE-Haltepunkt Spexard zu einer Sonderzugfahrt nach Paderborn.
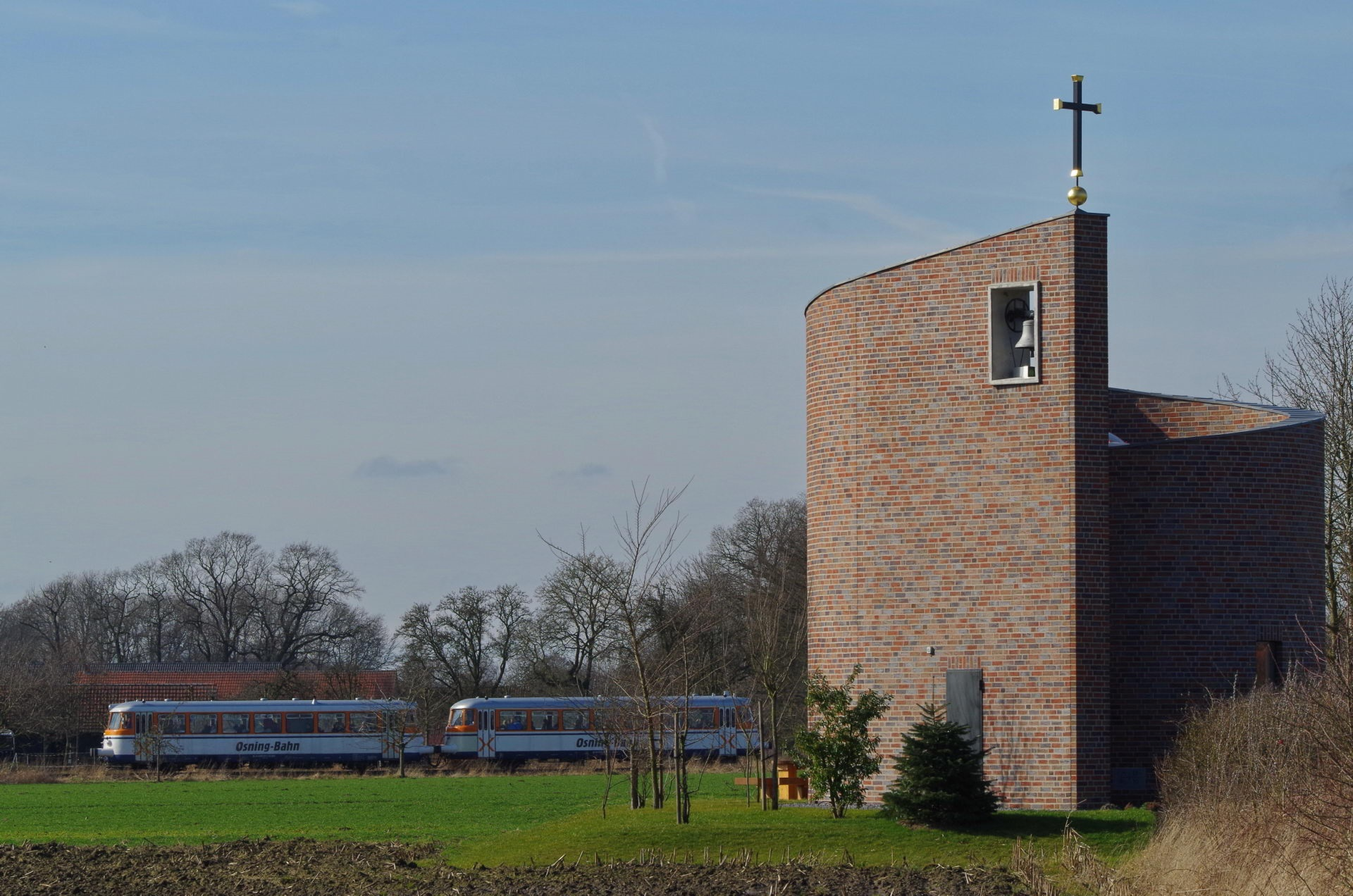
Auf dem Weg zur "Sünne-Peider-Kirmes" nach Versmold passiert der MAN-Schienenbus im Februar 2014 die Kapelle bei Müschen.
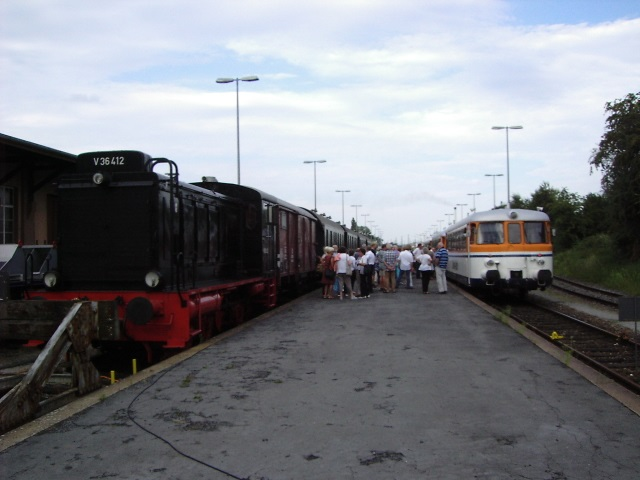
Im August 2014 begegnen sich in Gütersloh Nord der dreiteilige Osning-Bahn-Schienenbus und der Teuto-Express mit seiner Diesellok V 36 412.
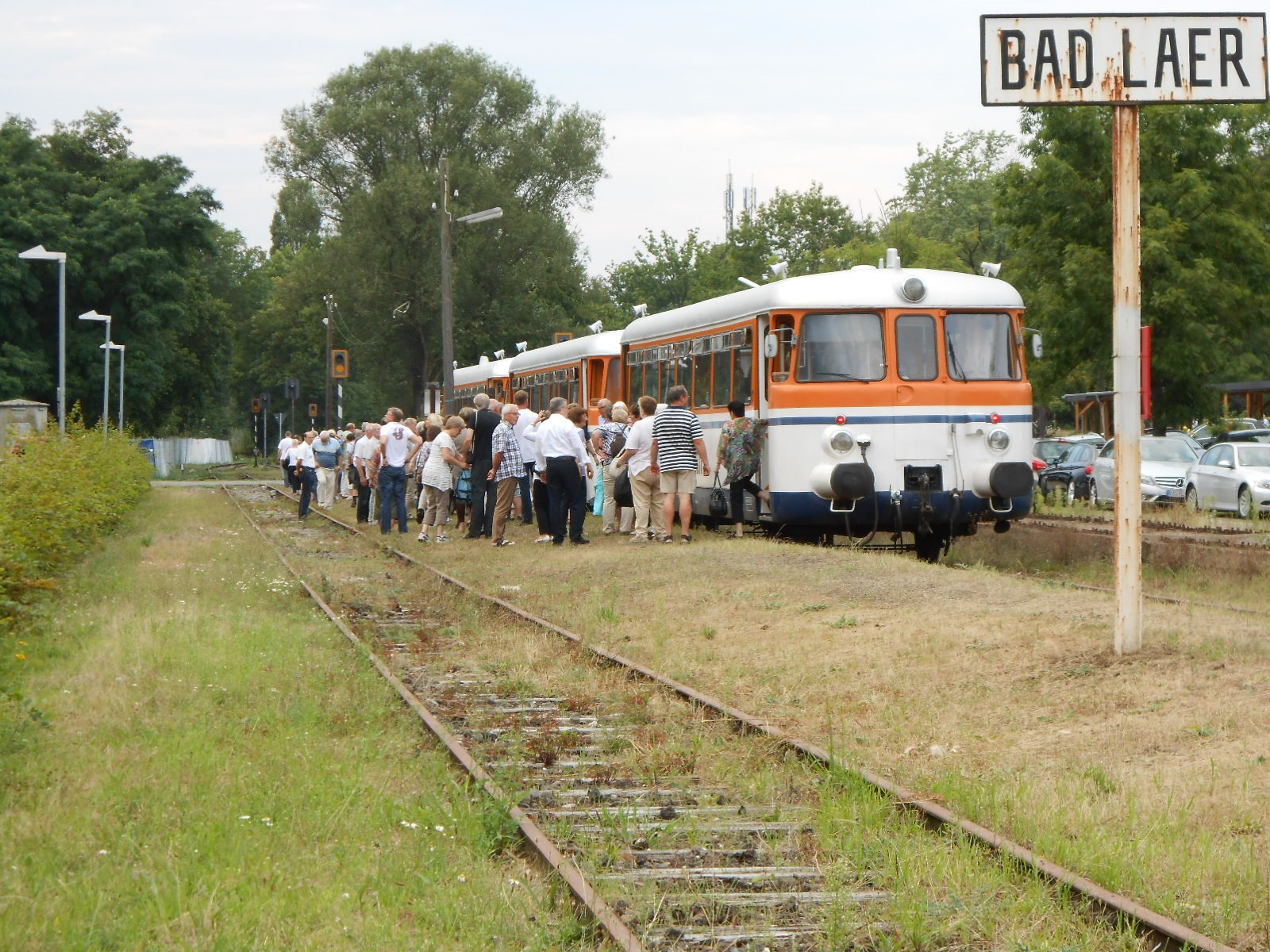
Die 160 Fahrgäste aus Bielefeld und Gütersloh reisen danach über die TWE-Strecke mit der Osning-Bahn zum 40. "Fest der 1.000 Fackeln" nach Bad Laer.
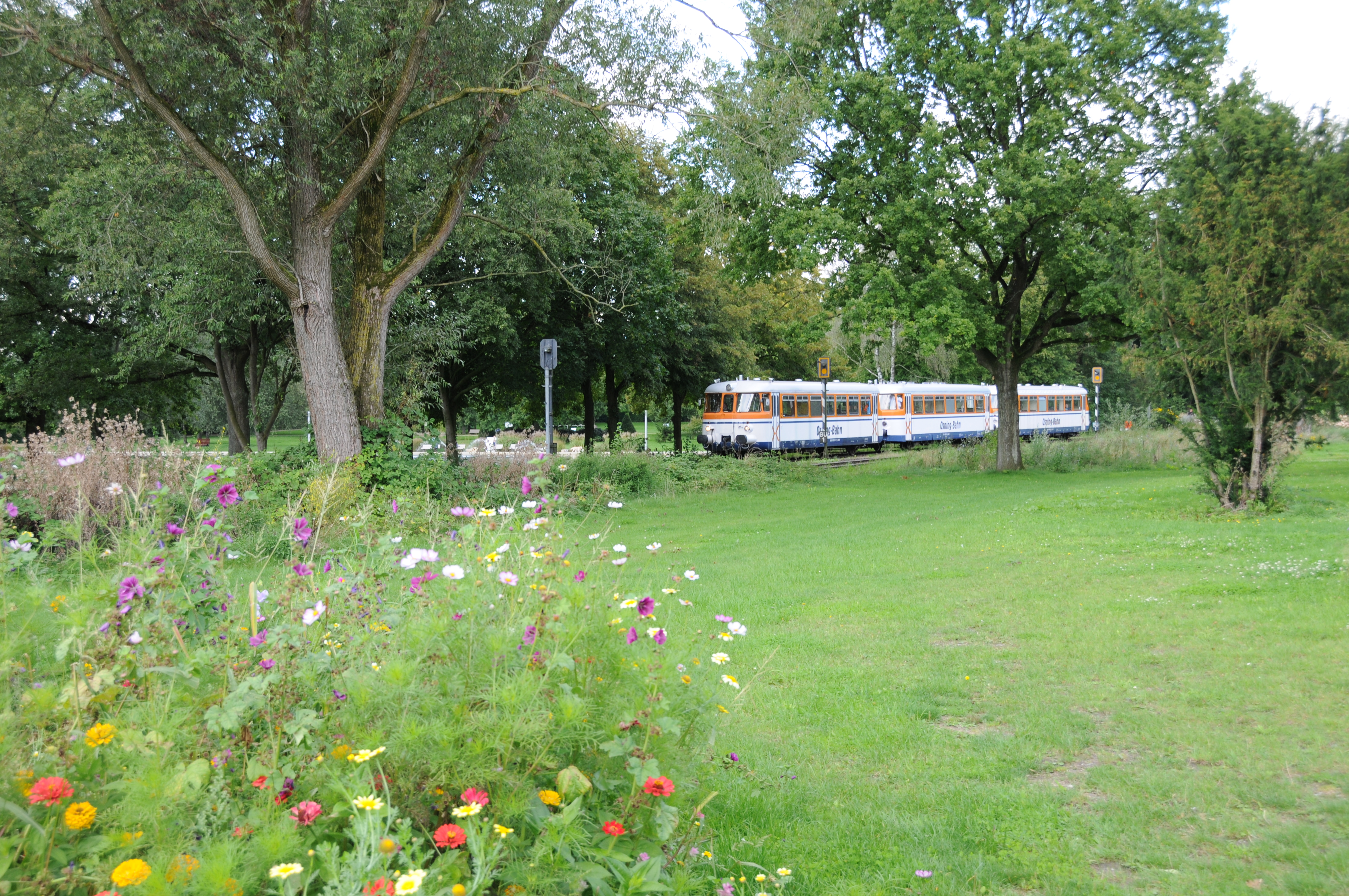
Der dreiteilige MAN-Schienenbus der Osning-Bahn durchquert in der Bahnhofseinfahrt von Bad Laer den Kurpark.

## Aktionsbündnis pro TWE (Bad Laer)
Im Januar 2012 gründete sich in Bad Laer das Aktionsbündnis pro TWE, das sich „den langfristigen Erhalt und die regelmäßige Nutzung der Strecke der Teutoburger Wald-Eisenbahn in den Bereichen Freizeit- und Tourismusverkehr sowie Güterverkehr zum Ziel gesetzt hat“. Die Interessengruppe ist ein überparteilicher Zusammenschluss von im Eisenbahnwesen auf vielfältige Weise fachkundigen Privatpersonen. Es steht mit Entscheidungsträgern in Politik, öffentlichen Verwaltungen und Wirtschaft wie auch mit Betreibern von Museums- und Touristikbahnen sowie Eisenbahnunternehmen in Kontakt und führt darüber Gespräche wie die Wiederbelebung der nördlichen Streckenteile am besten gelingen kann.
Nach einer den örtlichen Aufgabenträgern für Fremdenverkehr, Stadtmarketing und Wirtschaftsförderung im Herbst 2013 vorgestellten Studie über eine Ausflugsbahn zwischen Bad Laer und Gütersloh birgt auch der noch befahrbare südliche Abschnitt große Potenziale für einen erfolgreichen touristischen Zugverkehr. In den Jahren 2014 bis 2017 führten daraufhin die Veranstalter Eisenbahn-Tradition und Osning-Bahn an bis zu zehn Fahrtagen pro Saison touristischen Sonderzugverkehr zwischen Gütersloh bzw. Harsewinkel und Versmold bzw. Bad Laer durch.
Das Aktionsbündnis wird inzwischen aufgrund seiner Untersuchung zum Zustand der Strecke, Vorschlägen zu deren Instandsetzung sowie den Konzepten für einen „schienengebundenen Personenverkehr für Freizeit und Tourismus“ als ernsthafter Dialogpartner anerkannt. Im Hinblick auf die Ausrichtung der Landesgartenschau Bad Iburg 2018 hatte sich das Bündnis für eine umsteigefreie Direktverbindung mit Osnabrück eingesetzt.